# جيمي هندرسون
جيمي هندرسون (بالإنجليزية: Jamie Henderson)‏ هو لاعب كرة قدم أمريكية أمريكي، ولد في 1979 في كارولتون في الولايات المتحدة.

## وصلات خارجية
- جيمي هندرسون على موقع مرجع كرة القدم المحترفة.كوم (الإنجليزية)